# Ida Ovmar
Ida Ovmar, född 17 juli 1995 i Luleå, är en svensk fotomodell, skådespelare och skönhetsdrottning.

## Biografi
Ida Ovmar är uppvuxen i Luleå och är same. Ovmar debuterade som skådespelare år 2008 i TV-serien Höök.
Hon har representerat Sverige internationellt i ett flertal skönhetstävlingar så som Miss Bride Of the World, Miss Exclusive 2014, Miss Supranational 2014 och 2016 vann hon den amerikanska skönhetstävlingen Miss Continents 2016 som första europé någonsin. Hon representerade Sverige i Miss Universum 2016 i Filippinerna efter att ha vunnit Miss Universe Sweden (Fröken Sverige). Sedan dess har hon programlett de senaste finalerna av Miss Universe Sweden. 
Hösten 2018 sändes Ovmars serie Idas skilda världar på SVT. 
År 2019 tilldelas Ovmar 'Elsa Laula Renbergs Minnesutmärkelse' för sin insats att uppmärksamma rasism mot samer i sin TV-serie och på sociala plattformar. 

## Tv-serier
- 2018 ― Idas skilda världar
- 2012 ― Höök (TV-serie)

## Pageantry
Miss World Sweden 2014 - Ovmar vinner Miss Bride of the world och representerar Sverige i Kina på den internationella finalen och placerar sig i top 12.
Miss Exclusive 2014 - Representerar Sverige på den internationella finalen och kommer på andra plats. 
Miss Supranational 2014 - Den 5 december 2014, Polen, representer Ovmar Sverige på Miss Supranational och placerade sig i Top 20. Hon vann även "Best Body 2014" under finalen. Hon deltog även under Polens modevecka. 
Miss Continents 2016 - I juni 2016, Las Vegas, vinner Ovmar Miss Continents. Hon blir den första modellen utanför USA att vinna tävlingen någonsin. 
Miss Universe Sweden 2016 - Den 28 augusti 2016, vinner Ida Ovmar och krönas till Miss Universe Sweden 2016. 
Miss Universe 2016 - Ovmar representerar Sverige på Miss Universe, Manila, Filippinerna men blir oplacerad. 